# Erich Metze
Erich Metze (* 7. Mai 1909 in Dortmund; † 28. Mai 1952 in Erfurt) war ein deutscher Radsportler.

## Sportliche Laufbahn
Erich Metze begann seine Laufbahn als Straßenfahrer. 1931 gewann er die Deutschlandrundfahrt und wurde im selben Jahr Achter der Tour de France. Seine größeren Erfolge hatte er als Steher. In dieser Disziplin wurde er von 1933 bis 1936 sowie 1939 fünfmal deutscher Meister (1938 Vize-Meister) sowie 1934 und 1938 Weltmeister. 1931, 1932, 1933, 1937 und 1938 siegte er beim Großen Weihnachtspreis der Steher in den Dortmunder Westfalenhallen. 1933 und von 1935 bis 1937 gewann er den Großen Preis der Stadt Leipzig im Steherrennen. Das Goldene Rad von Erfurt gewann er 1950. Bis 1934 startete Metze mit dem Schrittmacher Karl Saldow. Nach Differenzen zwischen den beiden Sportlern fuhr er dann mit dem Franzosen Maurice Ville.
Metzes Karriere wurde durch schwere Stürze (zwei Schädelbrüche, die er knapp überlebte) überschattet, die ihn immer wieder zu längeren Pausen zwangen. Auch im Zweiten Weltkrieg erlitt er als Soldat schwere Verletzungen.
Nach dem dritten schweren Sturz (wieder ein Schädelbruch) auf der Zementbahn im Erfurter Andreasried (während des Goldenen Rades von Erfurt, das Rudi Keil gewann) starb Metze am 28. Mai 1952 in einem Erfurter Krankenhaus.

## Erfolge
1930
- eine Etappe Deutschlandrundfahrt

1931
- Gesamtwertung und zwei Etappen Internationale Opel-Deutschland-Rundfahrt

1933
- Weltmeisterschaft – Steherrennen
- Deutscher Meister – Steherrennen

1934
- Weltmeister – Steherrennen
- Deutscher Meister – Steherrennen

1935
- Deutscher Meister – Steherrennen

1936
- Deutscher Meister – Steherrennen

1938
- Weltmeister – Steherrennen

1939
- Deutscher Meister – Steherrennen